# Consejo Económico y Social de la Región de Murcia
El Consejo Económico y Social de la Región de Murcia es el órgano colegiado de carácter consultivo del Gobierno de la Región de Murcia en materia socioeconómica y laboral, y constituye el cauce de participación de los agentes sociales y económicos murcianos en la planificación y realización de la política económica de la Comunidad. 
Fue creado por Ley 3/1993, de 16 de julio, del Consejo Económico y Social de la Región de Murcia. Está adscrito a la Consejería competente en materia laboral.
Tiene su sede en la ciudad de Murcia.

## Función
Entre otras funciones, emite dictámenes sobre anteproyectos de Leyes y proyectos de Decretos y Planes Generales del Gobierno murciano en materia económica, social y laboral; y elabora estudios e informes sobre cuestiones sociales, económicas y laborales de interés para la Región de Murcia.

## Composición
El Consejo Económico y Social de la Región de Murcia está integrado por 21 miembros: 7 por las organizaciones sindicales, 7 por las organizaciones empresariales, 1 por las Cámaras de Comercio, Industria y Navegación, 1 por las Asociaciones de Consumidores y Usuarios, 1 por las organizaciones del sector agrario, 1 por el sector de economía social, 1 por la Federación de Municipios de la Región de Murcia y 2 expertos en materia socioeconómica y laboral.
El mandato de los miembros del Consejo será de cuatro años, renovable por períodos de igual duración.

## Órganos
El Pleno es el órgano supremo de decisión y formación de la voluntad del Consejo y está integrado por todos los miembros del mismo, bajo la dirección del Presidente y asistido por el Secretario General. Mediante acuerdo del Pleno, se pueden crear comisiones de trabajo, con el número de miembros y fines que se consideren convenientes.
El Presidente del Consejo Económico y Social es el órgano unipersonal del dirección del Consejo. Es nombrado mediante Decreto del Consejo de Gobierno, a propuesta del Consejero competente en materia laboral. Su nombramiento deberá contar con el apoyo de, al menos, dos tercios de los miembros del Consejo.
El Consejo tiene dos Vicepresidentes nombrados por el Consejo de Gobierno tras su elección por el Pleno, a propuesta, cada uno de ellos, de los miembros representantes de los sindicatos y de las organizaciones empresariales, respectivamente. Los Vicepresidentes son a propuesta de Pleno.
El Secretario General, nombrado mediante Orden del Consejero competente en materia laboral con el apoyo de, al menos, dos tercios de los miembros del Consejo, dirige y coordina los servicios técnicos y administrativos del Consejo. Asiste a las sesiones del Pleno con voz pero sin voto. 